# Black Hand Inn
Black Hand Inn е осмият студиен албум на германската хевиметъл банда Running wild, с над 200 000 продадени копия в целия свят.

## Списък на песните
1. The Curse – 3:15
2. Black Hand Inn – 4:32
3. Mr. Deadhead – 4:02
4. Soulless – 4:57
5. The Privateer – 4:21
6. Fight The Fire Of Hate – 6:38
7. The Phantom Of Black Hand Hill – 6:25
8. Freewind Rider – 5:15
9. Powder & Iron – 5:18
10. Dragonmen – 5:42
11. Genesis (The Making And The Fall Of Man) – 15:18

Ремастерирани бонус парчета включени в CD версията:
1. Dancing On A Minefield – 5:00
2. Poisoned Blood – 3:44

## Членове
- Rock'n'Rolf – вокал, китари
- Thilo Herrmann – китари
- Thomas Smuszynski – бас
- Jörg Michael – барабани